# Lepidium cardamines
Lepidium cardamines är en korsblommig växtart som beskrevs av Carl von Linné. Lepidium cardamines ingår i släktet krassingar, och familjen korsblommiga växter. IUCN kategoriserar arten globalt som livskraftig. Inga underarter finns listade i Catalogue of Life.